# Провиденс (Тексас)
Провиденс (енгл. Providence) насељено је место без административног статуса у америчкој савезној држави Тексас.

## Демографија
По попису из 2010. године број становника је 4.786.
| Група             | 2000.    | 2010.         |
| Белци             | 0 (0,0%) | 3.698 (77,3%) |
| Афроамериканци    | 0 (0,0%) | 245 (5,1%)    |
| Азијати           | 0 (0,0%) | 43 (0,9%)     |
| Хиспаноамериканци | 0 (0,0%) | 667 (13,9%)   |
| Укупно            | 0        | 4.786         |